# Phlegopsis
A Phlegopsis a madarak osztályának verébalakúak (Passeriformes) rendjébe és a hangyászmadárfélék (Thamnophilidae) családjába tartozó nem.

## Rendszerezésük
A nemet Heinrich Gottlieb Ludwig Reichenbach írta le 1850-ben, az alábbi 3 faj tartozik ide:
- Phlegopsis erythroptera
- pápaszemes hangyászmadár (Phlegopsis nigromaculata)
- Phlegopsis borbae

## Előfordulásuk
Dél-Amerika területén honosak. A természetes élőhelyük a szubtrópusi vagy trópusi erdők és szavannák. Állandó, nem vonuló fajok.

## Megjelenésük
Testhosszuk 16,5–18,5 centiméter közötti.

## Életmódjuk
A vándorhangyák által felzavart rovarokkal és más ízeltlábúak táplálkoznak.